# Alain Lanty
 (mai 2025).
Alain Lanty est un pianiste, compositeur et chanteur français, né le 28 novembre 1961 à Auray (Morbihan).

## Biographie
Il compose pour de nombreux artistes français, notamment Renaud, Florent Pagny, Marc Lavoine, Dani, Régine, Maurane, Hélène Ségara, Françoise Hardy, Étienne Daho, Michel Delpech…
Alain Lanty est aussi pianiste. Il joue du piano sur de nombreux titres d'albums, par exemple pour Renaud, Michel Delpech, Pascal Obispo (Lucie, Fan), Calogero, Johnny Hallyday, Raphaël, Isabelle Boulay, La Grande Sophie, Grand Corps Malade et bien d'autres.
Il s'est essayé à la carrière de chanteur, en 1984 avec Pourquoi t'es pas là puis en 1986 avec Shanghai au Crépuscule, c'est en 1990, il sort un album nommé Atlantique, avec 10 titres, comprenant ses deux succès Tant Bien que Mal et Vous voudriez vivre à ma place. En 1994, il sort un single avec 2 titres, Elle est Bonne et Posons Nos Valises, le premier titre est co-écrit avec Pierre Grillet et Marc Lavoine, dessus il est indiqué qu'il y aura un futur album, mais celui-ci n'a jamais vu le jour.
Il accompagne Renaud depuis la tournée « Une guitare, un piano et Renaud ». Il fera tous ses concerts de 1999 à 2007. Il a composé quelques musiques (Cœur perdu, Baltique, Mon nain de jardin et Mal barrés) pour l’album Boucan d’enfer puis des musiques sur l'album Rouge Sang en 2006. Il réalise également l'album hommage La Bande à Renaud.
Il participe également à de nombreux shows télévisés et autres événements, tels que Les Restos du cœur, Sol En Si et Sidaction.
En 2009, il devient juré dans l'émission X Factor.
De 2012 à 2017, il est pianiste de Johnny Hallyday.
En 2018, il accompagne Marc Lavoine sur scène, et Florent Pagny sur le disque Tout simplement.
Alain Lanty est aussi compositeur de génériques télé et de spots publicitaires -France Télécom, la Redoute, E.Leclerc, La Poste.
Son nom est également associé à diverses musiques pour le cinéma court métrage, ainsi que long métrage.
Alain Lanty a trois enfants, Vincent, Mona et Pablo Lanty. 